# Giorgio di Vienne
Giorgio (fl. VII secolo) fu vescovo di Vienne, venerato come santo dalla Chiesa cattolica.
Nel catalogo dei vescovi di Vienne redatto da Adone nel IX secolo, Clarenzio occupa il 35º posto, in un periodo in cui sono pochi i vescovi documentati storicamente. Il nº 32 del catalogo, Caldeoldo, è attestato storicamente nel 664, mentre il nº 37, Blidranno, era in sede nel 677/678. Quattro vescovi, tra cui san Giorgio, occuparono la sede di Vienne tra questi estremi cronologici.
Non si sa nulla di san Giorgio, che, secondo un testo del XIII secolo, sarebbe stato sepolto nel monastero di San Pietro. Non trova fondamento storico la notizia secondo cui il vescovo Giorgio di Vienne sarebbe da identificare con l'omonimo vescovo di Agde, che occupava questa sede nel 653/654 e che successivamente fu trasferito a Vienne.
Nel Martirologio Romano, riformato a norma dei decreti del Concilio Vaticano II, è ricordato il 2 novembre con queste semplici parole:
(Martirologio Romano. Riformato a norma dei decreti del Concilio ecumenico Vaticano II e promulgato da papa Giovanni Paolo II, Città del Vaticano, 2004, p. 849)